# Haemobaphes cyclopterina
Haemobaphes cyclopterina är en kräftdjursart som först beskrevs av O. Fabricius 1780.  Haemobaphes cyclopterina ingår i släktet Haemobaphes och familjen Pennellidae. Arten är reproducerande i Sverige. Inga underarter finns listade i Catalogue of Life.